# Sérévillers
Sérévillers – miejscowość i gmina we Francji, w regionie Hauts-de-France, w departamencie Oise.
Według danych na rok 1990 gminę zamieszkiwało 90 osób, a gęstość zaludnienia wynosiła 28 osób/km² (wśród 2293 gmin Pikardii Sérévillers plasuje się na 907. miejscu pod względem liczby ludności, natomiast pod względem powierzchni na miejscu 1040.).